# Fremri-Námur
Das Vulkansystem Fremri-Námur (auch Fremrinámur) liegt im Nordosten Islands. Es befindet sich im Ódáðahraun südlich des Krafla-Systems und etwa 25 km südlich vom Ort Reykjahlíð und ist etwa 45 km lang.

## Ausbrüche des Vulkansystems und Bildung des Sees Mývatn
Bei dem Schildvulkan Ketildyngja (939 m), dem Zentralvulkan des Systems, befindet sich ein Hochtemperaturgebiet. Das dazugehörige Vulkansystem reicht mit Spalten bis hinunter nach Süden in die Hvammsfjöll und nördlich bis zu den Skógarmannafjöll und ist insgesamt 130 km lang.
Das Lavafeld der sogenannten „älteren Laxálava“ ging vor 3800 Jahren von einem Ausbruch der Ketildyngja aus, und weil es den Ausfluss des Flusses Laxá í Aðaldal verstopfte, bildete sich der See Mývatn. Ein weiterer, größerer Ausbruch fand vor etwa 2500 bis 3000 Jahren statt und produzierte das Lavafeld Búrfellshraun.
Auch der Sveinar-Graben gehört zu diesem System. Wie bei den benachbarten Vulkansystemen von Askja und Krafla fällt auch bei dem von Fremri-Námur auf, dass die Ausdehnung in der Länge bei weitem die in der Breite übertrifft, so ist z. B. der Sveinar-Graben etwa 30 km lang, aber nirgends mehr als 0,6 km breit. Im Jahr der großen Ausbrüche an der Askja, 1875, gab es im Februar und im August Eruptionen am Sveinar-Graben (isländisch Sveinagjá). Später im gleichen Jahr folgte noch eine Ausbruchsserie im Ódáðahraun östlich der Ketildyngja.

## Schwefelminen
Dort wurde über Jahrhunderte Schwefel abgebaut und in einer 4½-Tage-Reise nach Húsavík transportiert. Der Name des Gebietes (deutsch „die vordere Mine“) erklärt sich daher. Der Schwefel dort war von besserer Qualität als anderswo, weil er in dicken Fladen auf der Lava liegt. Die Minen waren vor allem rund um den und in dem Krater Ketill. Heute gehört das Gebiet dem Staat.